# وندروزو (بخش)
وندروزو (به لاتین: Vondrozo) یک منطقهٔ مسکونی در ماداگاسکار است که در آتسیمو-آتسینانانا واقع شده‌است.